# Юртов Авксентій Пилипович
Юртов Авксентій Пилипович (рос. Юртов Авксентий Филиппович; 8 лютого (20 лютого) 1854, Калейкіно, Мензелінський повіт, Уфимська губернія, Російська імперія — 20 квітня, 1916, Андріївка, Уфимський повіт, Уфимська губернія, Російська імперія) — російський та ерзянський вчений, етнограф, педагог, священник. Укладач першого ерзянського букваря на основі кирилиці.

## Біографія
Юртов Авксентій Пилипович народився 8 лютого (20 лютого) 1854 року в селі Калейкіно (нині Альметьєвський район, Республіка Татарстан) в ерзянській селянській родині. Закінчив Казанську центральну татарську школу. Після закінчення вступив до Казанської вчительської семінарії, був учнем відомого сходознавця Миколи Івановича Ільмінського. Під час навчання в семінарії займався збором фольклору та вивченням ерзянської і мокшанської мов. У 1872 році переклав ерзянською мовою «Історії Старого Заповіту». У тому ж році, закінчивши семінарію, подався працювати спочатку вчителем підготовчого класу, а потім викладачем в мордовському училищі при семінарії.
З 1883 року працював вчителем в народних училищах сіл Самарської та Уфимської губерній. Займався перекладами мордовських мов. Увів викладання в школах ерзянської та мокшанської мов. У 1883 році видав в Казані працю «Зразки мордовської народної словесності». У 1884 році під керівництвом Миколи Івановича Ільмінського уклав перший ерзянський буквар на основі кирилиці. Буквар був написан з урахуванням досвіду укладання букварів для народів Надволжя. До букваря Авксентій Пилипович вперше ввів оригінальні діакритичні знаки. Крім основного тексту, в книзі також містилися зразки мордовської народної словесності і молитви ерзянською мовою. Пізніше Юртов почав займатися уніфікацією правопису і введенням єдиних норм для ерзянської писемності.
У 1891 році Юртов прийняв сан священника і більш не займався викладацькою та науковою діяльністю. Служив в одній з парафій Уфимської губернії.
Помер Авксентій Пилипович 20 квітня 1916 року в селі Андріївка Уфимського повіту Уфімської губернії (нині Башкортостан).
У 1992 році на честь Юртова була названа одна з вулиць Саранська.

## Вибрані праці
- Буквар для мордви-ерзі з приєднанням молитов і російської абетки, Казань, 1884;
- Похоронні обряди і повір'я хрещеної мордви Уфимської губернії, 1887